# Eriococcus erinaceus
Eriococcus erinaceus är en insektsart som beskrevs av Kiritchenko 1940. Eriococcus erinaceus ingår i släktet Eriococcus och familjen filtsköldlöss.
Artens utbredningsområde är Ukraina. Inga underarter finns listade i Catalogue of Life.